# Konrad Heidkamp (Journalist)
Konrad Heidkamp (* 5. August 1947 in München; † 11. Januar 2009 in Hamburg) war ein deutscher Journalist, Musik- und Literaturkritiker und Buchautor.
Heidkamp studierte Germanistik, Politikwissenschaft und Geschichte. Er war zunächst als Gymnasiallehrer in München und Berlin tätig und schrieb gelegentlich für die taz. Seit 1988 verfasste er Musikkritiken für Die Zeit; außerdem schrieb er Jazz-Features für den NDR. Nach Ansicht der Frankfurter Allgemeinen Zeitung war er bei der Abfassung seiner Kritiken „immer der Auffassung, dass man Musik zwar hören könne, ohne den Musiker dahinter zu sehen; aber wer sie begreifen will, der sollte auch den Musiker ins Auge fassen“. Ab 1999 war er Redakteur der Zeit für die Seite Kinder- und Jugendbuch. Der Luchs, Kinder- und Jugendbuchpreis von Zeit und Radio Bremen, gewann unter Heidkamps Ägide Bedeutung und Ansehen auch jenseits der Fachwelt. Weiterhin war er Mitglied der Hörbuch-Jury des Hessischen Rundfunks.
Heidkamp gab auch die Jazz-Anthologien In the Mood heraus und versammelte seine Texte in dem Buch It’s all over now – 40 Jahre Rock und Jazz. In seinem Buch Sophisticated Ladies – Junge Frauen über 50 versammelte er Porträts von Musikerinnen und Schauspielerinnen von Laurie Anderson über Jane Birkin und Carla Bley bis hin zu Yoko Ono.
Sein Vater war der Fußball-Nationalspieler Conny Heidkamp.
Er war mit der Hamburger Übersetzerin Brigitte Jakobeit verheiratet.

## Schriften
- Konrad Heidkamp (Hrsg.) In the mood. Jazzgeschichten. Luchterhand-Literaturverlag, Hamburg und Zürich 1991, ISBN 3-630-71011-5
- It's all over now. Musik einer Generation. 40 Jahre Rock und Jazz. Alexander-Fest-Verlag, Berlin 1999, ISBN 3-8286-0048-4. Rowohlt-Taschenbuch-Verlag, 2. Auflage. Reinbek 2010, ISBN 978-3-499-62267-0
- Sophisticated Ladies. Junge Frauen über 50. Rowohlt-Taschenbuch-Vlg., Reinbek 2008, ISBN 978-3-499-62455-1